# Sarandí Grande
Sarandí Grande è un comune dell'Uruguay, situato nel Dipartimento di Florida.